# Twentynine Palms
Twentynine Palms (případně 29 Palms nebo Twenty-Nine Palms) je město ve Spojených státech amerických, ležící v kalifornském okrese San Bernardino County. Pojmenováno bylo podle palem, které zde byly nalezeny v roce 1852 Henrym Washingtonem. V roce 1927 zde byla otevřena pošta. Město bylo formálně založeno v roce 1987.